# No men beyond this point (mockumental)
No Men Beyond This Point es un falso documental de comedia canadiense de 2015, dirigido por Mark Sawers. Fue mostrado por primera vez en la Sección Vanguardista del Festival Internacional de Cine de Toronto de 2015 y distribuido por Samuel Goldwyn Films.

## Argumento
La película es un falso documental de ciencia ficción, ambientado en un universo alternativo situado en 1952 y nueve meses después del impacto de un objeto contra la Tierra, que hizo posible para las mujeres reproducirse por partenogénesis, sin necesidad de hombres. Pero esto trae un percance: sólo dan a luz a mujeres. Debido a esto, ahora el sexo masculino se ha convertido en una raza moribunda. Los hombres que quedan viven en una reserva y ya no son parte de la sociedad, con la excepción de unos cuantos que están ahí sólo para hacer trabajos pesados. En este mundo de mujeres todas llevan pantalones y son asexuales. Es entonces que este documental se centra en la casa del tranquilo y modesto ayudante Andrew Myers, pues esta persona de 37 años es el hombre viviente más joven en la Tierra.

## Reparto
- Patrick Gilmore como Andrew Myers.
- Kristine Cofsky como Iris Balashev.
- Tara Pratt como Terra Granger.
- Cameron McDonald como Darius Smith.
- Morgan Taylor Campbell como Dahlia Granger.
- Rekha Sharma como Ajala Bhatt.
- Mary Black como Helen Duvall.
- Ken Kramer como Gordon Trescott.

## Premios
En el Festival Internacional de Cine de Vancouver de 2015, el jurado del BC Spotlight ofreció una honorable mención a No Men Beyond This Point como la Mejor Película BC. En el Festival de cine de Otros Mundos de Austin SciFi de 2015, No Men Beyond This Point ganó el Premio de Mejor Audiencia y también ganó los Premios Cthulhies para Mejor Guion, Mejor Actor Protagonista y Mejor Edición.